# Upplands runinskrifter 656
Upplands runinskrifter 656 är en vikingatida runsten av granit i Bjursta (Markeby), Håtuna socken och Upplands-Bro kommun. Runstenen är cirka 1,9 meter hög och 1,32 meter bred. Stenen blev söndersprängd och delarna försvunna. Delarna återfanns emellertid 1953 och stenen lagades 1963.

## Inskriften
Translitterering av runraden:
[r]uþ[i]lfʀ · lit · kera · merki [· þisa · e]ftiʀ · agmunt · sun · sin [·]
Normalisering till runsvenska:
Hroðælfʀ let gæra mærki þessa æftiʀ Agmund, sun sinn.
Översättning till nusvenska:
Rodälv lät göra dessa märken efter Agmund, sin son.